# Медаља за храброст (СФРЈ)
Медаља за храброст је билo одликовање Социјалистичке Федеративне Републике Југославије. Установио ју је Врховни командант НОВ и ПОЈ Јосип Броз Тито, 15. августа 1943. године Указом о одликовањима у Народноослободилачкој војсци Југославије, заједно са Орденом за храброст. Додјељивала се припадницима Оружаних снага СФРЈ, као и цивилима који су извршили једно или више радњи у борби против непријатеља, доказујући своју личну храброст. Ова медаља је додјељивана и појединцима који су спасавали људе и материјална добра у опасним ситуацијама и показали личну храброст и пожртвованост. Медаља за храброст је била најзначајнија медаља СФРЈ. Укупно је додијељено 205,590 комада. Постоје двије варијанте ове медаље. Прва која је рађена током рата у Совјетском Савезу, у московској ковници новца и друга варујанта која је рађена крајем рата у ковници "ИКОМ" у Загребу.

## Изглед медаље
Медаља за храброст израђена је од позлаћене легуре бакра и цинка, у облику круга, пречника 36мм, дебљине 2,5мм, са глатком ивицом. На лицу медаље налази се рељефно попрсје борца који десном руком држи пушку.
На наличију медаље, у кругу, постављене су две ловорове гране, које се на врху не додирују. Између грана се налази натпис: "За храброст", а испод натписа је петократка звијезда. Медаља виси на 20мм широкој траци, сложеној у облику петоугла, тако да су горња хоризонтална и две доње косе стране дуге по 22мм, а бочне стране - по 42мм. Tpака има пет плавих и четири бијеле уске пруге. Врпца је од моариране свиле са пет плавих и четири бијеле усправне пруге ширине по 4мм. Медаља за храброст носи се на лијевој страни груди.